# Tingo (Luya)

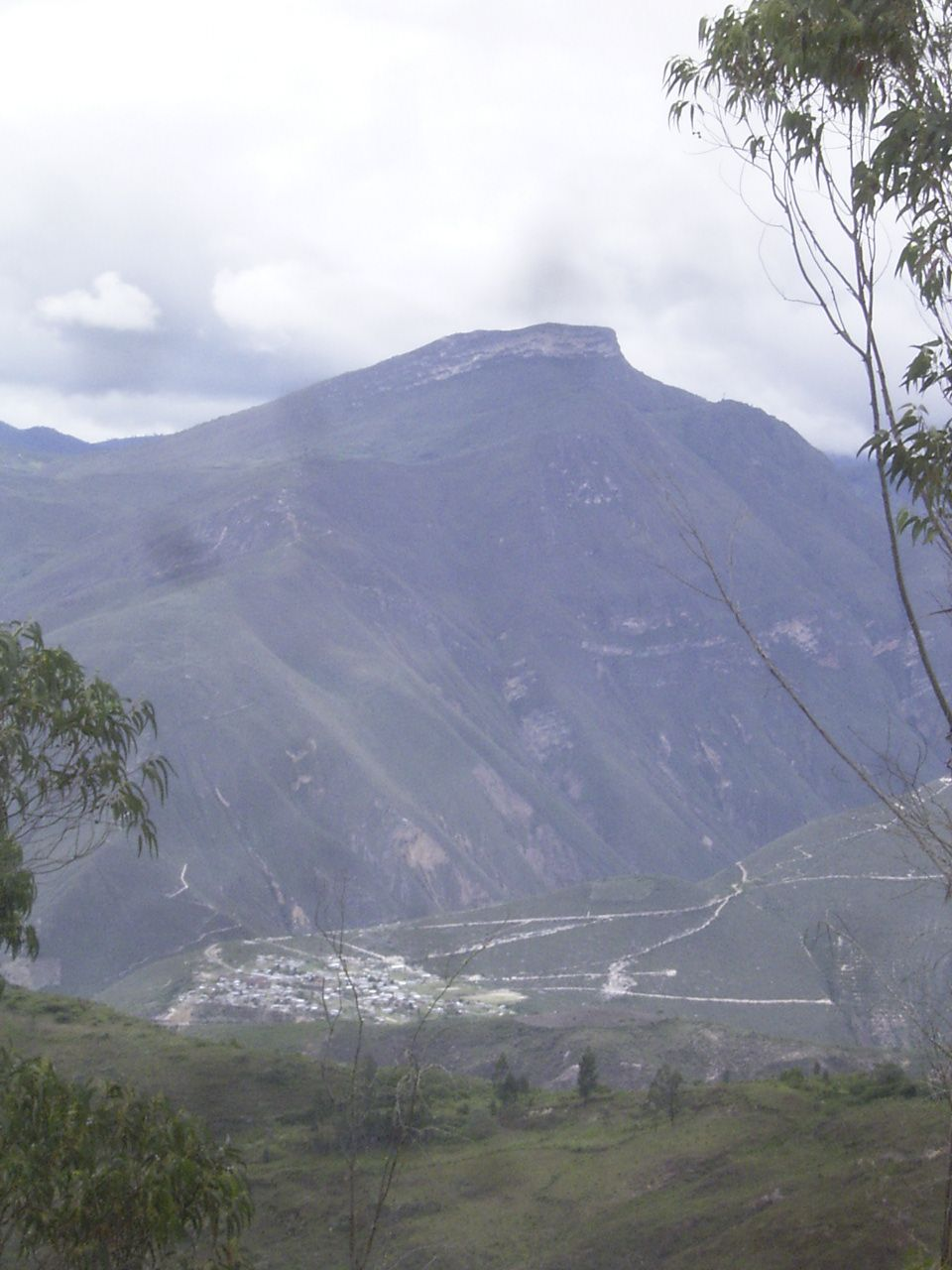
Nuevo Tingo von oben, im Hintergrund Kuelap

Tingo ist Verwaltungssitz des Distrikts Tingo in der Provinz Luya in der Region Amazonas im Norden von Peru.
"Tingo" bezeichnet die Mündung eines Flusses in einen anderen. Ursprünglich wurde das Dorf an den Ufern des Río Utcubamba errichtet.
Das ursprüngliche Dorf Tingo wurde 1994 durch eine Schlammlawine fast vollständig zerstört. Daraufhin entschloss man sich, das Dorf komplett auf einer Anhöhe oberhalb des alten Standorts neu zu erbauen.
Der ursprüngliche Ort hat deshalb nur noch sehr wenige Einwohner, hat aber als zentraler Verkehrsknotenpunkt in den letzten Jahren wieder an Wichtigkeit gewonnen. Bei Tingo treffen sich die Straßen von Leymebamba, Magdalena und Kuelap. Zudem beginnt hier die Hauptzufahrtsstraße zum Distrikt Pisuquía.
Der neu entwickelte Ortsteil auf der Anhöhe heißt nun "Nuevo Tingo". Beide Ortsteile verfügen über eine katholische Kirche und einen Friedhof. Im alten Teil gibt es eine wichtige Polizeistation, der im Kampf gegen den Cocatransport in der Region zukommt. Die meisten Institutionen wurden aber nach der Katastrophe 1994 ebenfalls auf die Anhöhe verlegt: So gibt in Nuevo Tingo einen Kindergarten, eine Grundschule und eine weiterführende Schule. Zudem verfügt Nuevo Tingo über einen Gesundheitsposten.
Das Fest des Dorfheiligen in Tingo findet vom 8. bis zum 9. September statt.
Bei der Volkszählung 2005 wurden 219 Häuser gezählt, 157 davon in Nuevo Tingo und 62 im alten Tingo. Tingo ist damit auch der mit Abstand größte Ort im Distrikt.
Tingo ist Ausgangspunkt zum Besuch einiger der zentralen Sehenswürdigkeiten der Region Amazonas. Die herausragendste ist Kuelap.

## Quelle
- Eine Hilfsorganisation über Tingo